# Dimos Zakynthos
Dimos Zakynthos (Zakynthos) är en kommun i Grekland.   Den ligger i prefekturen Nomós Zakýnthou och regionen Joniska öarna, i den sydvästra delen av landet, 260 km väster om huvudstaden Aten. Antalet invånare är 38 883. Dimos Zakynthos ligger på ön Zakynthos.